# Psychotria bangii
Psychotria bangii är en måreväxtart som beskrevs av Henry Hurd Rusby. Psychotria bangii ingår i släktet Psychotria och familjen måreväxter. Inga underarter finns listade i Catalogue of Life.